# Болельщики (фильм)
«Болельщики» (итал. Tifosi) — итальянский комедийный фильм, снятый режиссёром Нери Паренти в 1999 году.
В фильме футболисты Диего Армандо Марадона и Франко Барези снимаются в роли самих себя.

## Сюжет
Фильм рассказывает о четырёх футбольных матчах сезона 1998-99, с точки зрения болельщиков.

### Аталанта — Наполи
Неапольский вор Дженнаро Сконьямильо (Нино Д’Анджело) с другом Фердинандо входит в пентхаус, чтобы украсть ценности и таким образом погасить долг. Найдя спутниковый декодер в гостиной, они решают смотреть матч между «Наполи», их любимой командой, и «Аталантой», которые играют в Бергамо. Многие другие болельщики приходят в пентхаус, чтобы смотреть матч бессплатно. После победы «Наполи» Дженнаро узнаёт, что он в пентхаусе его кумира, футболиста Диего Армандо Марадона. Узная, что Дженнаро — фанат «Наполи», футболист решает не позвонить в полицию, и помогает вору погасить его долг.

### Лацио — Интернационале
Дочь известного хирурга Чезаре Пройетти (Кристиан Де Сика) и сын летчика Карло Коломбо (Энцо Яккетти) — любовники, и собираются познакомить своих родителей друг с другом. Проблема — то, что Чезаре болеет за Лацио, а Чезаре за Интер. На Олимпийском стадионе Рима, на матче «Лацио» — «Интер», они ссорятся из-за фола, но мирятся, когда они узнают, что дочь Чезаре беременна.

### Милан — Рома
Таксист Сильвио Галлиани (Массимо Болди), фанат «Милана», делает по ошибке ставки на победу «Рому», которая играет в Милане против его любимой команды. Если «Рома» победит, он станет миллиардером, но он всё-таки предпочитал бы, чтобы «Милан» победил. На стадионе Сильвио знакомится с римскими ультрас Фабио и Нандо, которые по ошибке думают, что Сильвио болеет за «Рому», как они. «Рома» побеждает благодаря хет-трику Франческо Тотти, но Сильвио всё-таки ничего не получает, потому что он, ликуя, рвал билет после гола «Милана». В конце фильма он едет в Рим вместе со своими новыми «друзьями» Фабио и Нандо.

### Парма — Ювентус
Вито «Зеброне» Ла Моника (Диего Абатантуоно), ультрас «Ювентуса», угражает самоубийством после поражения его команды от «Фиорентины», и поэтому ему запрещено посещать итальянские стадионы на три года. Он всё-таки едет в Парму, чтобы смотреть футбольный мать «Парма» — «Ювентус». Он не успевает попасть на стадион, и поэтому смотрит матч из окна женщины, которая влюбилась в него и живёт недалеко от стадиона. Соседы женщины, трое фанатов «Пармы», похищают Вито, чтобы его заставить публично оскорбить «Юве». Но когда вспыхивает огонь, Вито, пытаясь спасти от огня свой шарф, украденный одним из фанатов «Пармы», спасает и врага. «Зеброне» становится героем, но опять ссорится с фанатами «Парма» из-за ошибки арбитра.

## В главных ролях
- Кристиан Де Сика — Чезаре Пройетти
- Массимо Болди — Силвио Галлиани
- Диего Абатантуоно — Вито «Зеброне» Ла Моника
- Нино Д’Анджело — Дженнаро Сконьамильо
- Энцо Яккетти — Карло Коломбо
- Маурицио Маттиоли — Нандо
- Анджело Бернабуччи — Фабио
- Диего Армандо Марадона — камео
- Франко Барези — камео
- Маурицио Моска — камео
- Джампиеро Галеацци — камео
- Фабио Фацио — камео